# Igor Jurković
Igor Jurković (Parenzo, 15 luglio 1985) è un kickboxer, thaiboxer e artista marziale misto croato.
Attualmente è sotto contratto con la promozione singaporiana di kickboxing Glory; per i ranking ufficiali è il contendente numero 8 nella divisione dei pesi mediomassimi.
Dal 2014 è anche un professionista di MMA nella promozione croata FFC.

## Carriera e Biografia
Igor "The Istrian Warrior" Jurković vive e si allena a Parenzo all'interno del team "King Poreč".
È stato vincitore del prestigioso torneo con regole K-1 "Le Grand Tournoi" a Parigi nel 2006 ed è stato inoltre ben quattro volte campione del WAKO.
Ha combattuto anche nell'evento dedicato all'ultimo incontro di Mirko Filipović, il 10 marzo 2012 a Zagabria vincendo per decisione di maggioranza nell'extra round di un entusiasmante match dov'era opposto alla leggenda del ring Freddy Kemayo. Tra le sue altre vittorie del passato tra le più prestigiose citiamo quelle ai danni di Magomed Magomedov, Pavel Zhuravlev, Goran Radonjić, Ivan Stanić, Vladimir Mineev e Frèdèric Sinistra.
Dal 2011 Jurković fa parte del roster della prestigiosa promozione singaporiana Glory.
Il 23 marzo 2012 Igor era atteso a Mosca per combattere nell'evento United Glory 15 contro il Bielorusso Zabit Samedov dopo 3 round sostanzialmente alla pari nei quali ci sono stati sia un knockdown da parte di Jurković nel secondo round sia uno da parte di Samedov nel primo la vittoria è stata assegnata al Bielorusso Zabit Samedov per decisione giuridica.
La sua carriera nella Glory prosegue con alti e bassi e per la prima volta in carriera viene sconfitto per KO tecnico: ciò accadde in ben due occasioni contro i brasiliani Anderson Silva e Jhonata Diniz.

## Curiosità
- Nell'Agosto del 2011 il prestigioso magazine "Head Kick Legend" ha classificato Igor Jurković come il ventesimo Peso massimo (nella Kickboxing) più forte sulla faccia della terra.[6]
- Jurković prima della sua sconfitta contro Anderson Silva del 2012 era tra i pochi kickboxer di alto livello a non essere mai stato battuto né per KO, né per TKO(KO tecnico) sia a livello amatoriale che a livello professionistico.